# 피셔 킹
《피셔 킹》(영어: The Fisher King)은 미국에서 제작된 테리 길리엄 감독의 1991년 판타지 코미디 드라마 영화이다. 로빈 윌리엄스 등이 출연하였고, 데브라 힐 등이 제작에 참여하였다.
이 영화는 1991년 9월 20일 트라이스타 픽처스에 의해 미국에서 개봉되었다. 2,400만 달러 제작비 대비 7,200만 달러의 수익을 거두면서 상업적으로 성공하였다.

## 줄거리
자기애적이고 인간 혐오적인 쇼크 조크 잭 루카스는 맨해튼 레스토랑에서 만난 여자에게 푹 빠진 정신 나간 단골 손님 에드윈을 무시하며, 그녀의 사교계를 "너무 늦기 전에 막아야 할" 에드윈 같은 사람들에게는 허영심이 강한 원수라고 퉁명스럽게 묘사한다. 한편, 잭은 허영심이 강한 여자친구와 고층 펜트하우스 아파트를 소유하고 있으며, 코미디 TV 파일럿의 주연을 맡을 생각도 있다. 집에서 대사 낭독 연습을 하던 잭은 뉴스 보도를 틀어보고, 자신의 발언이 에드윈이 레스토랑에서 대량 살인-자살을 저지르게 된 계기가 되었다는 사실을 알게 된다. 잭은 그 충격에 휩싸이다.
3년 후, 잭은 새 여자친구 앤의 비디오 가게에서 일하며 술에 취해 우울증에 빠져 누군가에게 들킬까 봐 두려워한다. 어느 날 밤, 술에 취해 자살 직전까지 간 잭은 노숙자로 오인받은 십 대 불량배들에게 공격을 받고 불에 타 죽을 뻔한다. 그는 망상에 빠진 노숙자 패리에게 구조되는데, 그는 천사들에게 성배를 찾아달라는 부탁을 받았다고 주장한다.
패리는 잭에게 성배를 찾는 데 도움을 요청하며, 신이 어부 왕에게 성배를 찾으라는 임무를 주었지만, 왕은 교만이라는 죄로 인해 무력화되는 부상을 입었다는 전설을 전한다. "한 바보가 왕에게 왜 고통받는지 묻자, 왕이 목마르다고 하자 바보는 그에게 마실 물 한 잔을 건넨다. 왕은 그 잔이 성배임을 알아차리고 묻는다. '내 가장 똑똑하고 용감한 자도 찾지 못한 것을 어떻게 찾았느냐?' 바보는 '모르겠소. 다만 자네가 목이 말랐다는 것만 알았소.'라고 대답한다."
잭은 처음에는 망설였지만, 패리의 현재 상태에 자신의 역할이 있다는 것을 알게 되자 순순히 받아들였다. 본명이 헨리 세이건인 패리는 헌터 칼리지에서 교사로 일했다. 에드윈 학살 당시 아내의 죽음을 목격한 헨리는 정신병 발작을 일으켜 긴장증에 시달렸다. 깨어난 그는 패리라는 페르소나를 갖게 되었고, 피셔 킹 전설에 집착하게 되었다. 패리가 자신을 보호하는 페르소나인 그는 현실에 대한 언급에 공포에 질렸고, 아내의 얼굴이 산탄총에 맞아 폭발하는 왜곡된 기억 때문에 무시무시하고 환각적인 붉은 기사의 괴롭힘을 끊임없이 당했다.
잭은 패리가 다시 사랑을 찾도록 도와 자신을 되찾으려 한다. 패리가 반한 수줍은 여성 리디아는 처음에 노숙자 가수가 부른 카바레 전보를 받게 되는데, 앤의 비디오 가게로 초대하는 내용이다. 그곳에 있는 동안 리디아는 패리를 만나 잭과 앤과 함께 저녁 식사를 하라는 재촉을 받는다. 그 후, 패리는 리디아를 집으로 데려다주며 몇 달 동안 그녀를 지켜본 후 사랑을 고백한다. 리디아는 집으로 돌아가기 전에 답례하지만, 패리가 새로운 사랑을 시작하자 붉은 기사가 나타난다. 환상, 아내의 살해, 그리고 시설에서의 생활에서 벗어나려던 그는 잭을 막았던 바로 그 불량배들의 기습 공격을 받는다. 무자비하게 구타당하고 칼에 찔린 패리는 다시 무기력해진다. 패리를 "구해낸" 후 다시 온전해진 잭은 앤과 헤어지고 다시 커리어를 쌓기 시작한다. 하지만 그는 노숙자 카바레 가수의 연락을 무시한 후 사업 회의 중에 양심의 위기를 겪는다.
패리에게 무슨 일이 일어났는지 알게 된 잭은 자기혐오와 패리가 자신을 믿었던 과거의 믿음에 격렬하게 맞서 싸운다. 결국 친구를 돕고 싶어 패리의 옷을 입고 어퍼 이스트 사이드에 있는 유명 건축가의 성에 침입하여 "성배"를 되찾는다. 패리는 이 성배가 진짜 성배라고 믿는다. 성배를 훔치는 동안 잭은 건축가가 자살 시도로 의식을 잃은 것을 발견한다. 그는 떠나면서 경보를 울려 경찰에 신고하고 그의 목숨을 구한다.
패리에게 "성배"를 가져다주자 패리는 의식을 되찾고 말없이 서 있던 잭에게 아내가 그리울 준비가 되었다고 말한다. 리디아는 병원에 있는 패리를 찾아간다. 그녀는 그가 깨어나 잭과 함께 병동 환자들을 이끌고 "How About You?"라는 노래를 부르는 것을 발견한다. 패리와 리디아는 포옹하고, 잭은 앤과 화해하며 그녀에게 사랑한다고 고백한다. 앤은 잭의 뺨을 때리지만, 잭은 붙잡고 키스한다. 그날 밤, 잭과 패리는 센트럴 파크에서 벌거벗은 채 구름을 바라보며 뉴욕의 불꽃놀이를 구경한다.

## 출연
- 로빈 윌리엄스
- 제프 브리지스
- 머세이디스 룰
- 어맨다 플러머
- 크리스천 클레먼슨
- 마이클 지터
- 데이비드 하이드 피어스
- 라라 해리스
- 해리 시어러
- 캐시 너지미
- 존 더랜시
- 톰 웨이츠
- 멀린다 쿨리아

## 기타 제작진
- 배역: 하워드 퓨어
- 미술: 멜 본